# الكسندر يونغ (رجل أعمال)
الكسندر يونغ (بالإنجليزية: Alexander Young)‏ هو شخصية أعمال أمريكي، ولد في 14 ديسمبر 1833 في Blackburn, West Lothian ‏ في المملكة المتحدة، وتوفي في 2 يوليو 1910 في هونولولو في الولايات المتحدة.